# Marianne Juhl
Marianne Juhl (født Marianne Vaaben, 29. september 1943 i København) er en dansk forfatter, litteraturanmelder og kritiker. Hun er Cand.mag. i dansk og filmvidenskab fra Københavns Universitet.
Juhl fik sin debut i bogform i 1981 med Dianas hævn. To spor i Karen Blixens forfatterskab, skrevet sammen med Bo Hakon Jørgensen. Hun har efterfølgende skrevet bøger om Peter Seeberg og Kirsten Thorup.
I 2013 udgav hun brevværket Karen Blixen i Afrika. En brevsamling 1914-31 i samarbejde med Karen Blixen Museets tidligere direktør Marianne Wirenfeldt Asmussen. Bogen indbragte dem Rungstedlund-prisen i 2014.

## Priser
- 1999 – Georg Brandes Prisen for den biografi af Peter Seeberg
- 2000 – dansk litteraturpris for Kvinder
- 2014 – Rungstedlund-prisen, sammen med Marianne Wirenfeldt Asmussen